# Komín bývalé továrny Bratří Perutzů
Komín bývalé továrny Bratří Perutzů v Libni v Praze se nachází v ulici Voctářova severně od Libeňského mostu. Od roku 2020 je chráněn jako nemovitá kulturní památka České republiky.

## Historie
Komín je pozůstatkem kotelny bývalé tkalcovny a přádelny Bratří Perutzů postavené v roce 1875. Kotelna později sloužila mimo jiné také k vytápění libeňských doků. Pozemky někdejší přádelny byly rozprodány a v části textilního areálu postavila na konci 20. let 20. století akciová společnost Horák & Hlava servisní dílnu pro automobily. Kotelna byla zbořena v letech 2010–2012.

## Popis
Komín cihelné konstrukce je postaven na půdorysu osmiúhelníku s vysokým soklem. Dodatečně byl navýšen s použitím kruhové cihelné konstrukce přibližně o 1/4 na výšku 57 metrů. Je opatřen ocelovými skružemi a dvojicí žebříků. Sokl má římsu zdobenou cihelným ornamentem. Je na něm patrný zazděný kouřovod.